# Поклонение волхвов (картина Дюрера)
«Поклонение волхвов» (нем. Anbetung der Könige) — картина Альбрехта Дюрера, написанная по заказу курфюрста Саксонии Фридриха III в 1504 году для алтаря замковой церкви в Виттенберге. Считается одной из лучших и значимых работ Дюрера в период между 1494/5 и 1505 годом (предполагаемым первым и вторым путешествиями художника в Италию).

## Сюжет
Дюрер не стал, подобно многим художникам, обращавшимся до него к этой теме, акцентировать внимание зрителя на пышном кортеже волхвов. В его «Поклонении» вместо толпы сопровождающих в экзотических нарядах изображено несколько всадников на дальнем фоне и лишь один персонаж из свиты находится рядом с волхвами. Центральная фигура (второй волхв) — автопортрет Дюрера. Убежище Марии и младенца, бедная хижина, опирается на античные руины. Так художник выразил тему преемственной связи и нового развития, которое дало христианство классическому миру</ref>.

## История
В 1603 году Кристиан II Саксонский подарил картину императору священной Римской империи Рудольфу II. Она оставалась в императорской коллекции в Вене до 1792 года, когда Луиджи Ланци, директор Уффици, обменял её на картину Фра Бартоломео «Принесение во Храм».